# Damir Bičanić
Damir Bičanić (Vukovar, 29 de junio de 1985) es un jugador de balonmano croata que juega de lateral derecho en el RK Zagreb. Es internacional con la Selección de balonmano de Croacia.
Con la selección ganó la medalla de bronce en los Juegos Olímpicos de Londres 2012, así como la plata en el Campeonato Europeo de Balonmano Masculino de 2010 y los bronces en el Campeonato Mundial de Balonmano Masculino de 2013 y en el Campeonato Europeo de Balonmano Masculino de 2012.

## Palmarés

### RK Zagreb
- Liga de Croacia de balonmano (4): 2007, 2008, 2018, 2019
- Copa de Croacia de balonmano (4): 2007, 2008, 2018, 2019

### Ademar
- Copa Asobal (1): 2009

## Clubes
- RK Medvescak (2005-2007)
- RK Zagreb (2007-2008)
- Ademar León (2008-2010)
- Chambéry Savoie HB (2010-2017)
- RK Zagreb (2017- )